# Wandoo-Nationalpark
Der Wandoo-Nationalpark (englisch: Wandoo National Park) liegt etwa 90 Kilometer nordöstlich von Perth und etwa 30 Kilometer südwestlich von Northam in Western Australia. Der 444,81 km große bewaldete Nationalpark, in dessen Gelände unbewachsene Granitfelsen hervortreten, befindet sich zwischen dem Great Southern Highway und dem Brookton Highway.
Der Nationalpark wird häufig von Bewohnern von Perth zur Erholung an Wochenenden aufgesucht. Im Park kann gewandert und Wildtiere können beobachtet werden. Es gibt auch Möglichkeiten für Barbecue mit Holz. Das Gebiet fürs Picknick befindet sich in der Nähe des Mount Observation.